# Vaga de Pilbara
La vaga de Pibara fou un moviment dels aborígens australians, que en 1946 es negaren a seguir treballant al camp propietat dels blancs. Si bé la vaga es va convocar en una àmplia regió de l'oest australià, fou a la zona de Pilbara on reeixí i d'aquí el nom que adoptà el conflicte. Els fets van inspirar llibres i cançons on es recorda la resistència dels treballadors. Els líders de la vaga donen actualment nom a carrers de Canberra.

## Causes
A l'època molts aborígens australians treballaven com a pastors per als propietaris dels terrenys agrícoles. Aquests els pagaven en espècies, en un règim de gairebé esclavitud, ja que no tenien permís per abandonar la regió i buscar altres feines. Els pastors reclamaven cobrar un salari i que s'apliqués el que deia la constitució respecte als beneficis de les terres abans comunals: que havien de ser repartits entre les diferents comunitats un cop superessin cert llindar. Els ànims es van escalfar quan una família aborigen va ser massacrada pels seus patrons per no complir les ordres.

## La vaga
En un consell de les diferents comunitats aborígens, Don McLeod va ser designat com a líder per organitzar la vaga. Era membre del Partit Comunista i del sindicat del sector agrícola i, per tant, tenia experiència en gestionar moviments de treballadors. Representants de vint-i-tres grups lingüístics diferents van donar suport a la vaga, que començà el primer de maig de 1946. Més de 800 treballadors van abandonar al mateix temps la seva feina i van començar a caminar en grups. Malgrat els avisos a la policia, no es va poder fer retornar més que una petita quantitat de pastors als seus llocs de treball.
Diversos sindicats de tot el país van mostrar el seu suport a la vaga, amb accions de protesta, aturades en la producció o el bloqueig del transport de la llana de la regió de Pibara. Es van convocar actes per recollir fons en suport dels vaguistes i per explicar la situació dels indígenes a la població. Molts d'aquests actes van ser liderats per l'església i les associacions de dones cristianes.
La vaga durà tres anys, durant els quals se succeïren les detencions dels treballadors, que eren obligats a tornar a la feina després d'un temps a la presó (alguns d'ells fins i tot van ser encadenats) però en tornaven a fugir. El mateix McLeod va ser detingut fins a set vegades, però la pressió popular va forçar el seu alliberament. En 1949 s'acordà posar fi a la vaga després que el govern central intervingués per arribar a acords.

## Conseqüències
Molts vaguistes no van tornar mai a la feina sinó que van sobreviure venent productes tradicionals o muntant els seus negocis com a cooperatives, en un gest que va canviar per sempre les relacions laborals entre blancs i aborígens. Els pastors que van acceptar tornar a treballar van rebre un salari, acabant així amb la discriminació racial tradicional. La vaga de Pibara marcà un punt d'inflexió en les reivindicacions històriques dels pobles aborígens, ja que des d'aquell moment s'acceleraren les reformes destinades a protegir les seves tradicions.